# Kenny Lisabeth

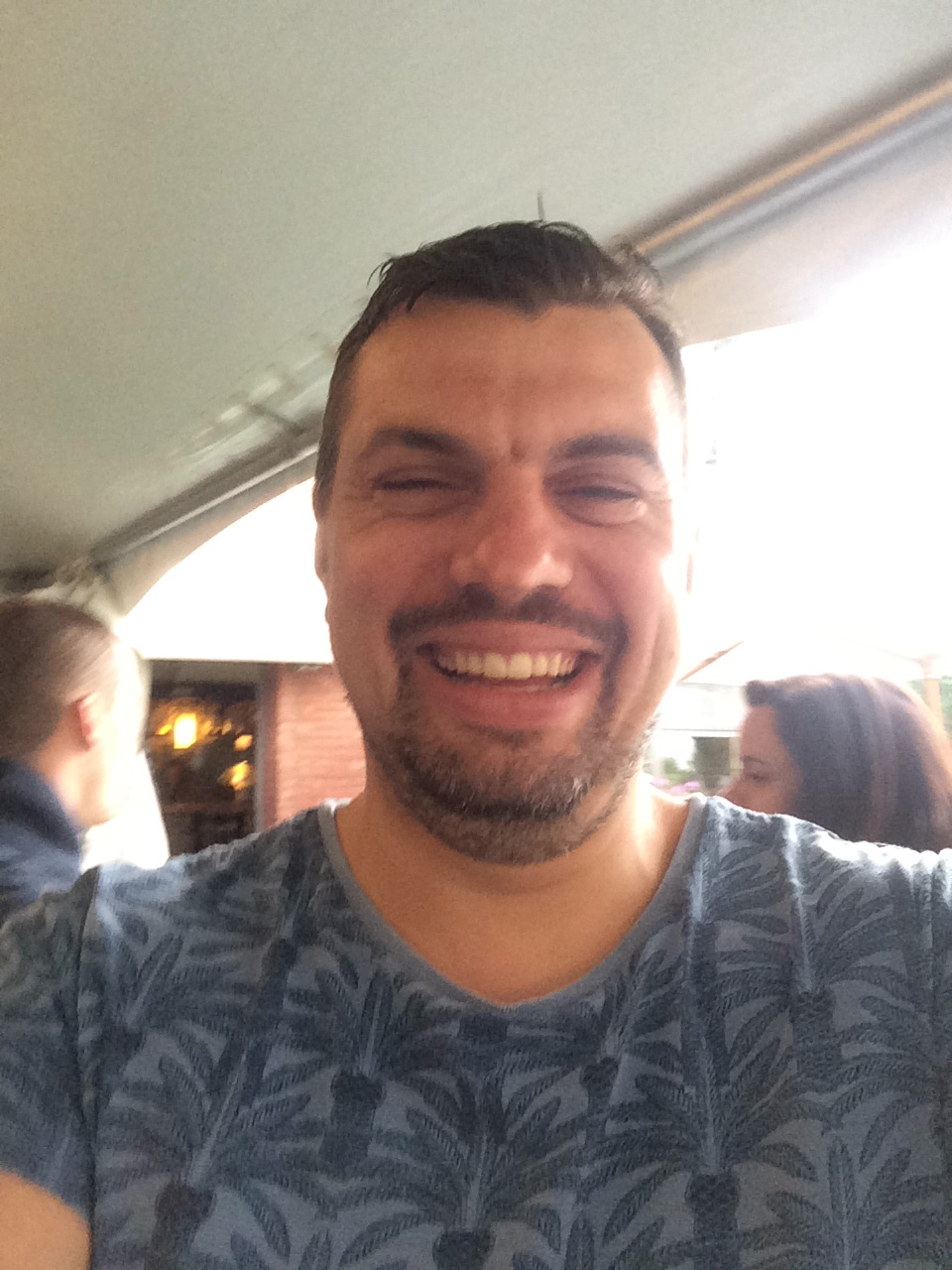
Kenny Lisabeth, 2016

Kenny Lisabeth (* 22. Juni 1981 in Deinze) ist ein ehemaliger belgischer Radrennfahrer.
Kenny Lisabeth gewann 2001 eine Etappe bei der Tour de Namur. Auch 2003 war er dort wieder erfolgreich und gewann das Eintagesrennen Gent-Ieper. Im nächsten Jahr gewann er das Eintagesrennen Pittem-Sint-Godelieve und eine Etappe bei der Ronde van Vlaams-Brabant. 
2005 wurde Lisabeth Profi bei dem belgischen Professional Continental Team Chocolade Jacques. Im Jahr 2008 wechselte er zum irischen An Post Team und gewann mit diesem das Mannschaftszeitfahren der Vuelta Ciclista Internacional a Extremadura. Er beendete im Jahr 2010 seine internationale Radsportkarriere.

## Erfolge
2003
- Gent-Ieper

2008
- Mannschaftszeitfahren Vuelta Ciclista Internacional a Extremadura

## Teams
- 2005 Chocolade Jacques-T Interim
- 2006 Chocolade Jacques-Topsport Vlaanderen
- 2007 Chocolade Jacques-Topsport Vlaanderen
- 2008 An Post-M. Donnelly-Grant Thornton-Sean Kelly Team
- 2009 An Post-Sean Kelly Team
- 2010 An Post-Sean Kelly